# 异隐囊蕨酸
异隐囊蕨酸是一种有机化合物，分子式C17H18O5，属于一种二氢芪类，存在于一些银旱蕨属（Argyrochosma）植物中，有抗恰加斯病活性。